# نشان رسمی کویت
نشان کویت (به عربی: شعار الکویت) در سال ۱۹۶۲ تصویب شد و شامل سپر طرح پرچم به صورت رنگی است که بر روی یک شاهین طلایی (شاهین قریش) با بال‌های نمایان قرار گرفته است. شاهین دیسکی را نگه داشته است که حاوی یک کشتی بادبانی بوم‌دار، نوعی لنج، است و نام کامل ایالت به زبان عربی در بالای دیسک نوشته شده است.
کشور کویت در سال ۱۹۶۱ استقلال خود را به دست آورد. اندکی پس از آن، شورای وزیران به وزارت اطلاعات مأموریت داد تا نمادی را ایجاد کند که نماد گذشته، حال و آینده کویت باشد. در سال ۱۹۶۲، محمد حسنی زکی نمادی را طراحی کرد که اکنون به عنوان نماد رسمی دولت کویت شناخته می‌شود.
این نماد سنت دریانوردی این کشور است و همچنین در نشان ملی قطر (تا سال ۲۰۰۸، همچنین در نشان رسمی امارات متحده عربی) یافت می‌شود. شاهین نمادی از دودمان بنی قریش است که پیامبر اسلام، حضرت محمد، به آن تعلق داشت و به همین ترتیب در بسیاری از نشان‌های ملی شبه‌جزیره عربستان نیز یافت می‌شود.
این نشان ملی، نماد قدیمی‌تر را با یک شاهین و دو پرچم ضربدری جایگزین کرد.

## نشان تاریخی

نشان ملی کویت (۱۹۲۱–۱۹۴۰)
نشان ملی کویت (۱۹۴۰–۱۹۵۶)
نشان ملی کویت (۱۹۵۶–۱۹۶۲)
نشان ملی کویت (۱۹۶۲–۲۰۲۴)
نشان ملی کویت (۲۰۲۴–اکنون)